# Nachal Na'amanim
Nachal Na'amanim (hebrejsky נחל נעמנים) je vádí na Západním břehu Jordánu v Judských horách.
Začíná v nadmořské výšce okolo 900 metrů na hřebenu Judských hor na Západním břehu Jordánu severně od izraelské osady Alon Švut v regionu Guš Ecion. Vede pak k severu, přičemž se rychle zahlubuje do okolního terénu. Vede částečně zalesněným údolím s terasovitými zemědělsky využívanými svahy východně od osady Roš Curim. Pak se stáčí k severozápadu. z jihu míjí palestinskou obec Nachalin. Zde sem pak od jihu zleva ústí vádí Nachal ha-Ec s přítokem Nachal Revadim. Na jihozápadním okraji města Bejtar Ilit ústí vádí Nachal Na'amanim do vádí Nachal Eciona.